# UCI Oceania Tour 2021
El UCI Oceania Tour 2021 fue la decimoséptima edición del calendario ciclístico internacional de Oceanía. Se inició el 13 de enero de 2021 en Nueva Zelanda, con la New Zealand Cycle Classic y finalizó el 23 de enero de 2021 con la Gravel and Tar Classic en Nueva Zelanda. Se disputaron 2 competencias, otorgando puntos a los primeros clasificados de las etapas y a la clasificación final.

## Equipos
Los equipos que podían participar en las diferentes carreras dependía de la categoría de las mismas. Los equipos UCI WorldTeam y UCI ProTeam, tenían cupo limitado para competir de acuerdo al año correspondiente establecido por la UCI, los equipos Continentales y selecciones nacionales no tenían restricciones de participación:
| Categoría      | Categoría                       | Equipos                                                                                    |
| -------------- | ------------------------------- | ------------------------------------------------------------------------------------------ |
| .1             | 1.1 (Carrera de un día)         | * UCI WorldTeam (max 50%) * UCI ProTeam * Continentales * Selecciones nacionales           |
| .1             | 2.1 (Carrera de varios días)    | * UCI WorldTeam (max 50%) * UCI ProTeam * Continentales * Selecciones nacionales           |
| .2             | 1.2 (Carrera de un día)         | * UCI ProTeam * Continentales * Selecciones nacionales * Selecciones regionales * Amateurs |
| .2             | 2.2 (Carrera de varios días)    | * UCI ProTeam * Continentales * Selecciones nacionales * Selecciones regionales * Amateurs |
| .Ncup (sub-23) | 1.Ncup (Carrera de un día)      | * Selecciones nacionales * Selecciones mixtas                                              |
| .Ncup (sub-23) | 2.Ncup (Carrera de varios días) | * Selecciones nacionales * Selecciones mixtas                                              |

## Calendario
Las siguientes son las carreras que compusieron el calendario UCI Oceania Tour para la temporada 2021 aprobado por la UCI.
| UCI Oceania Tour 2021 | UCI Oceania Tour 2021 | UCI Oceania Tour 2021     | UCI Oceania Tour 2021 | UCI Oceania Tour 2021 |
| Fecha                 | País                  | Carrera                   | Ganador               |                       |
| --------------------- | --------------------- | ------------------------- | --------------------- | --------------------- |
| 13 – 17 de enero      | Nueva Zelanda         | New Zealand Cycle Classic | Corbin Strong         |                       |
| 23 de ene             | Nueva Zelanda         | Gravel and Tar            | Aaron Gate            |                       |

## Clasificaciones finales
- Nota: Las clasificaciones finales fueron:[4][5]

### Individual
| Posición | Corredor          | Equipo             | Puntos  |
| -------- | ----------------- | ------------------ | ------- |
| 1.º      | Richie Porte      | INEOS Grenadiers   | 1303,33 |
| 2.º      | Ben O'Connor      | AG2R Citroën       | 1227    |
| 3.º      | Jack Haig         | Bahrain Victorious | 1131    |
| 4.º      | Michael Matthews  | BikeExchange       | 1087    |
| 5.º      | Caleb Ewan        | Lotto Soudal       | 766     |
| 6.º      | Michael Storer    | DSM                | 526     |
| 7.º      | Lucas Hamilton    | BikeExchange       | 490     |
| 8.º      | Rohan Dennis      | INEOS Grenadiers   | 471,33  |
| 9.º      | George Bennett    | Jumbo-Visma        | 366     |
| 10.º     | Heinrich Haussler | Bahrain Victorious | 346     |

| Posiciones 11º al 20º | Posiciones 11º al 20º | Posiciones 11º al 20º | Posiciones 11º al 20º |
| --------------------- | --------------------- | --------------------- | --------------------- |
| 11.º                  | Simon Clarke          | Qhubeka NextHash      | 297                   |
| 12.º                  | Nick Schultz          | BikeExchange          | 253                   |
| 13.º                  | Luke Durbridge        | BikeExchange          | 251                   |
| 14.º                  | Finn Fisher-Black     | UAE Emirates          | 245,17                |
| 15.º                  | Chris Harper          | Jumbo-Visma           | 203                   |
| 16.º                  | Aaron Gate            | Black Spoke           | 185,5                 |
| 17.º                  | Damien Howson         | BikeExchange          | 182                   |
| 17.º                  | Jai Hindley           | DSM                   | 182                   |
| 19.º                  | Robert Stannard       | Team BikeExchange     | 160                   |
| 20.º                  | Jay Vine              | Alpecin-Fenix         | 155                   |

### Equipos
| Posición | Equipo                        | Puntos |
| -------- | ----------------------------- | ------ |
| 1.º      | Black Spoke                   | 461,5  |
| 2.º      | Global 6 Cycling              | 131    |
| 3.º      | BridgeLane                    | 80     |
| 4.º      | St George Continental         | 73     |
| 5.º      | ARA Pro Racing Sunshine Coast | 1      |

### Países
| Posición | País          | Puntos  |
| -------- | ------------- | ------- |
| 1.º      | Australia     | 7001,66 |
| 2.°      | Nueva Zelanda | 1391,14 |

### Países sub-23
| Posición | País          | Puntos |
| -------- | ------------- | ------ |
| 1.º      | Nueva Zelanda | 627,68 |
| 2.º      | Australia     | 244    |

## Evolución de las clasificaciones
| Fecha            | Clasificación individual | Clasificación por equipos | Clasificación por países | Clasificación por países sub-23 |
| ---------------- | ------------------------ | ------------------------- | ------------------------ | ------------------------------- |
| 31 de enero      | Richie Porte             |                           | Australia                | Australia                       |
| 28 de febrero    | Richie Porte             | Black Spoke               | Australia                | Nueva Zelanda                   |
| 31 de marzo      | Richie Porte             | Black Spoke               | Australia                | Nueva Zelanda                   |
| 30 de abril      | Michael Matthews         | Black Spoke               | Australia                | Nueva Zelanda                   |
| 31 de mayo       | Richie Porte             | Black Spoke               | Australia                | Nueva Zelanda                   |
| 30 de junio      | Richie Porte             | Black Spoke               | Australia                | Nueva Zelanda                   |
| 31 de julio      | Michael Matthews         | Black Spoke               | Australia                | Nueva Zelanda                   |
| 31 de agosto     | Richie Porte             | Black Spoke               | Australia                | Nueva Zelanda                   |
| 30 de septiembre | Richie Porte             | Black Spoke               | Australia                | Nueva Zelanda                   |
| 31 de octubre    | Richie Porte             | Black Spoke               | Australia                | Nueva Zelanda                   |
| Final            | Richie Porte             | Black Spoke               | Australia                | Nueva Zelanda                   |